# Okap kuchenny

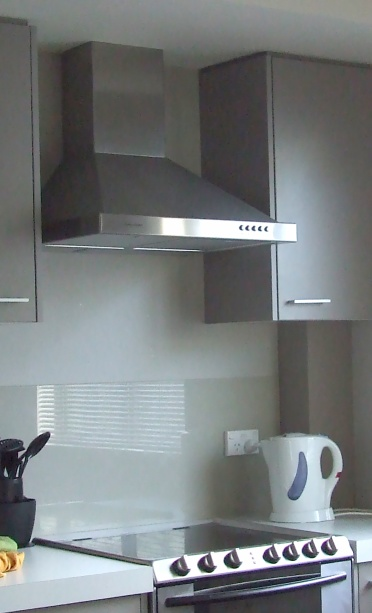
Okap kuchenny

Okap kuchenny – urządzenie gospodarstwa domowego służące do odprowadzania lub oczyszczania oparów powstałych w trakcie przygotowywania posiłków. Elektryczne okapy można podzielić ze względu na sposób działania na wyciągi oraz pochłaniacze, przy czym produkowane są okapy łączące obie te funkcje. Wyciąg to okap kuchenny podłączony do systemu wentylacyjnego pomieszczenia rurą, za pomocą której opary odprowadzane są na zewnątrz. Pochłaniacz z kolei to okap wyposażony w filtry węglowe pochłaniające zapachy i tłuszcz, działający w obiegu zamkniętym.

## Elektryczne okapy kuchenne

### Rodzaje wentylacji
- Wywiewowe – pracują w obiegu otwartym - powietrze z okapu wyprowadzane jest na zewnątrz przez tak zwaną rurę spiro lub do kanału wentylacyjnego.
- Recyrkulacyjne – powietrze po przefiltrowaniu przez filtr tłuszczowy i węglowy powraca z powrotem do pomieszczenia.

### Rodzaj sterowania
Okapy mogą być sterowane mechanicznie za pomocą suwaków lub przycisków lub też elektronicznie za pomocą przycisków dotykowych lub pilota. Sterowanie dotykowe zwane jest inaczej sterowaniem sensorowym lub Touch Control. Niektóre modele okapów wyposażone są także w sterowanie pokrętłem, choć w nowoczesnych urządzeniach jest to mniej spotykane rozwiązanie. Istnieje także grupa okapów sterowana za pomocą przycisków kołyskowych. Jeden z producentów okapów kuchennych (Elica) opatentował też nowatorskie rozwiązanie o nazwie Magic Wand (Czarodziejska Różdżka).

### Oświetlenie
Wyciąg kuchenny zazwyczaj ma oświetlenie - żarówkowe albo halogenowe. W nowszych modelach montowane jest także oświetlenie diodowe (ze względu na oszczędność energii).

### Filtry
Wszystkie okapy posiadają filtry przeciwtłuszczowe. Mogą one być metalowe (w większości jest to aluminium), należy je wtedy myć raz w miesiącu (większość modeli można myć w zmywarce) lub też flizelinowe, które należy wymieniać. Ok. 1% metalowych filtrów przeciwtłuszczowych w okapach wykonanych jest ze  stali nierdzewnej, która jest trwalsza i bardziej odporna na uszkodzenia mechaniczne, jednakże nie wpływa to na samą skuteczność takich filtrów . Okapy pracujące w obiegu zamkniętym wymagają także filtrów węglowych, które pochłaniają zapachy powstające podczas gotowania. Nowym rozwiązaniem są także filtry plazmowe, których nie trzeba wymieniać. Montuje się je w urządzeniach działających w trybie pochłaniacza. Dzięki filtrom plazmowym powietrze w kuchni jest praktycznie sterylnie czyste.

### Rodzaje
Okapy można podzielić na grupy. Są to:
- Kominowe (przyścienne) – montowane przy ścianie nad kuchenką, z wlotem prostym lub skośnym względem płyty kuchenki; najczęstszy typ
- podszafkowe – montuje się je pod szafką kuchenną,
- wyspowe – montowane nad tzw. wyspą kuchenną,
- sufitowe – montowane w suficie nad wyspą,
- narożne – montowane w rogu ściany kuchennej nad płytą grzewczą lub kuchenką gazową; mogą mieć możliwość zamontowania silnika zewnętrznego poza kuchnią (np. na elewacji zewnętrznej), co zmniejsza hałas w kuchni
- teleskopowe (szufladowe) – zabudowane w szafce jako jej integralna część, uruchamiane w momencie wysunięcia jego przedniej części. Wysuwana listwa występuje w zestawie z urządzeniem, można ją także wykonać z frontu meblowego, co pozwala na pełną synchronizację materiałową z zabudową.
- blatowe - montowane w blacie, na blacie lub zintegrowane z płytą grzewczą

### Montaż
Kluczowa przy montażu okapu jest jego prawidłowa odległość od płyty grzewczej – zazwyczaj jest to około 70 cm. W przypadku płyt gazowych niskie umiejscowienie okapu doprowadzić może do nieprawidłowego spalania gazu czy obniżenia wydajności. Istotne jest także wcześniejsze wypoziomowanie urządzenia, zapewniające optymalną pracę urządzenia oraz niski poziom hałasu.